# Тейлор Грин, Марджори
Марджори Тейлор Грин (англ. Marjorie Taylor Greene; род. 27 мая 1974, Милледжвилл, Болдуин, Джорджия, США) — американский ультраправый политик, предприниматель и сторонница теорий заговора. Член Палаты представителей США от 14-го избирательного округа штата Джорджия. Член Республиканской партии и сторонница Дональда Трампа. Была избрана в Конгресс в ноябре 2020 года и вступила в должность 3 января 2021 года.
Грин поддерживала опровергнутые теории заговора, такие как Пиццагейт, утверждения о том, что убийства в школах были операциями под ложным флагом и теории заговора 11 сентября. Кроме того, до того как баллотироваться в Конгресс, она требовала казни видных политиков-демократов. Поддержала усилия бывшего президента Дональда Трампа оспорить поражение на президентских выборах 2020 года.
Во время подсчета голосов Коллегии выборщиков Грин была среди группы депутатов-республиканцев, которые безуспешно пытались оспорить подсчет голосов, полученных Байденом. После утверждения о том, что Трамп был избран, но выборы были украдены у него, Грин подала заявление об импичменте Байдену на следующий день после его инаугурации, утверждая, что имело место злоупотребление властью. 4 февраля 2021 года Палата представителей проголосовала за отстранение Грин от всех постов в комитетах Конгресса, при этом к демократам присоединилось одиннадцать республиканцев.
Во время вторжения России на Украину в 2022 году Грин возражала против помощи Украине и голосовала против всех законопроектов, внесённых в Палату представителей в связи с этой войной, будь то военная и финансовая помощь Украине или санкции против России. В нескольких голосованиях Грин и представитель штата Кентукки Томас Масси были единственными во всей Палате представителей, кто подал голос против.

## Ранние годы
Грин родилась в Милледжвилле, Джорджия, 27 мая 1974 года. Окончила Среднюю школу Южного Форсайта в Камминге, Джорджия в 1992 году, дочь Роберта Тейлора и Университет Джорджии со степенью бакалавра делового администрирования в 1996 году